# Orthotrichia urimica
Orthotrichia urimica är en nattsländeart som beskrevs av Wells 1984. Orthotrichia urimica ingår i släktet Orthotrichia och familjen smånattsländor. Inga underarter finns listade i Catalogue of Life.